# 臺北客運
臺北汽車客運股份有限公司（英文：Taipei Bus Company, Ltd.），簡稱臺北客運、北客，台北聯營公車、新北市公車、花蓮縣市區公車與國道客運經營者之一。

## 簡介
- 1954年，文山輕便客運社成立[1]。
- 1956年7月，文山輕便客運社改組為文山汽車客運股份有限公司[1]。
- 1962年5月，文山客運改組為臺北汽車客運股份有限公司[2][註 2]。
- 1967年，臺北客運被基隆顏家買入，同年與基隆顏家自己的台陽交通合併。
- 1977年，基隆顏家又買入海山客運[2]。
- 1991年，海山客運正式併入臺北客運，目前臺北客運也是臺北地區規模前五大的公車業者之一。臺北客運從40輛客車起家，如今已擴充到798輛，營業區域遍及臺北市、新北市16區（板橋區、中和區、永和區、土城區等地）、基隆市、桃園市，每日服務35萬旅客[2]。2006年下半年，因基隆顏家事業轉型，臺北客運董事長顏惠忠發布新聞稿，決定將臺北客運部分股權移出；當時臺北客運總部位於新北市板橋區文化路一段219之7號。
- 2007年8月，跨足客運市場近40年的基隆顏家決定出脫手上的臺北客運持股，首都客運董事長李博文接手臺北客運經營權，臺北客運正式加入首都客運集團（今 臺北首都客運集團），總部搬遷至新北市三重交流道旁首都客運同一樓層（登記為不同室，但實際上整棟有不少樓層均為兩間公司共用）[3]。
- 2009年9月，臺北客運及首都客運之集團體系正式定名為臺北首都客運集團[1]。
- 2012年3月14日，臺北客運取得ISO 9001:2008年版國際服務品質驗證。
- 2017年5月8日，臺北客運正式通過ISO 9001 2015年版國際服務品質驗證。
- 2018年12月13日，臺北客運正式通過BSI ISO39001。

## 相簿

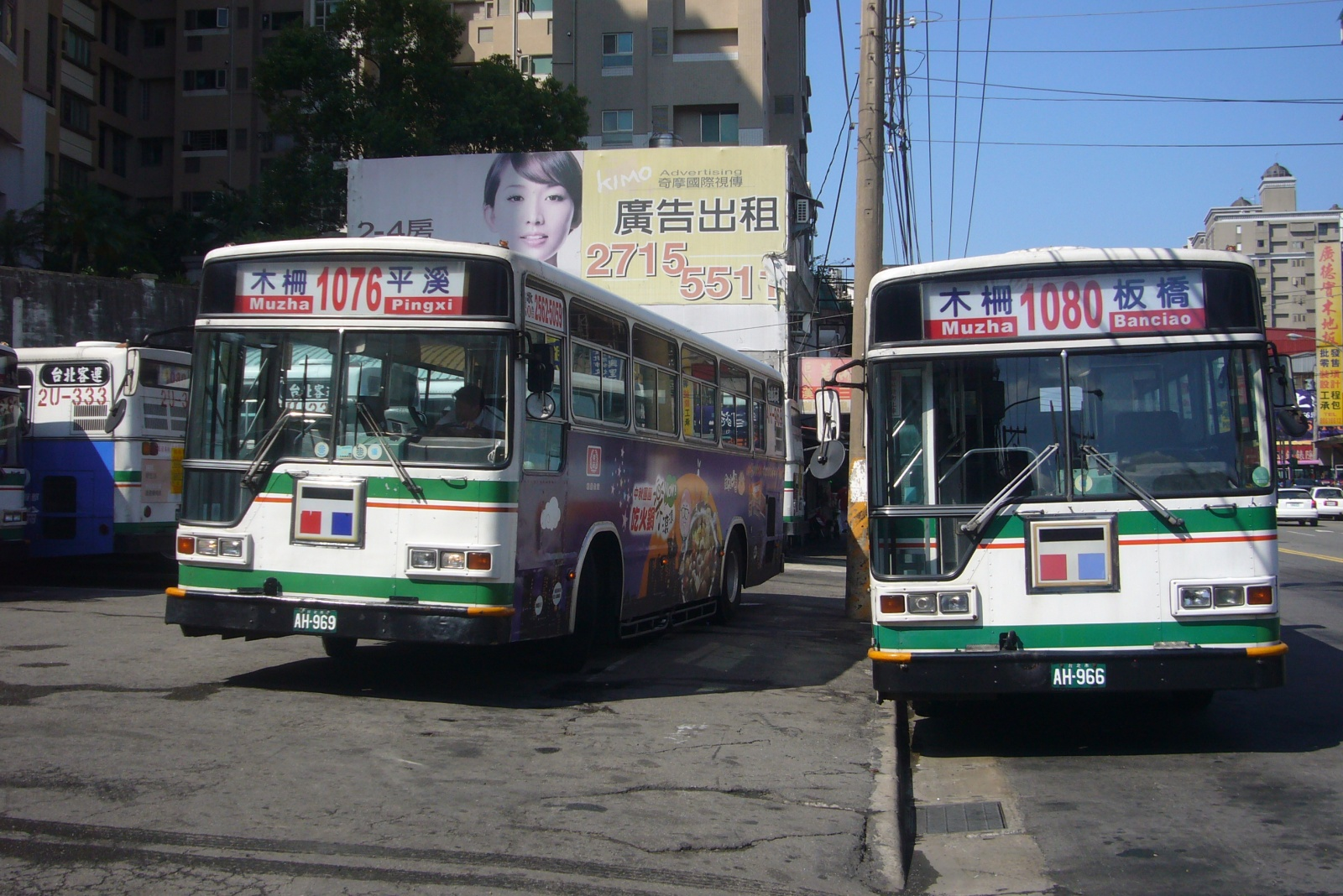
停靠於木柵站休息中的1076(現795)及1080(現796)線。
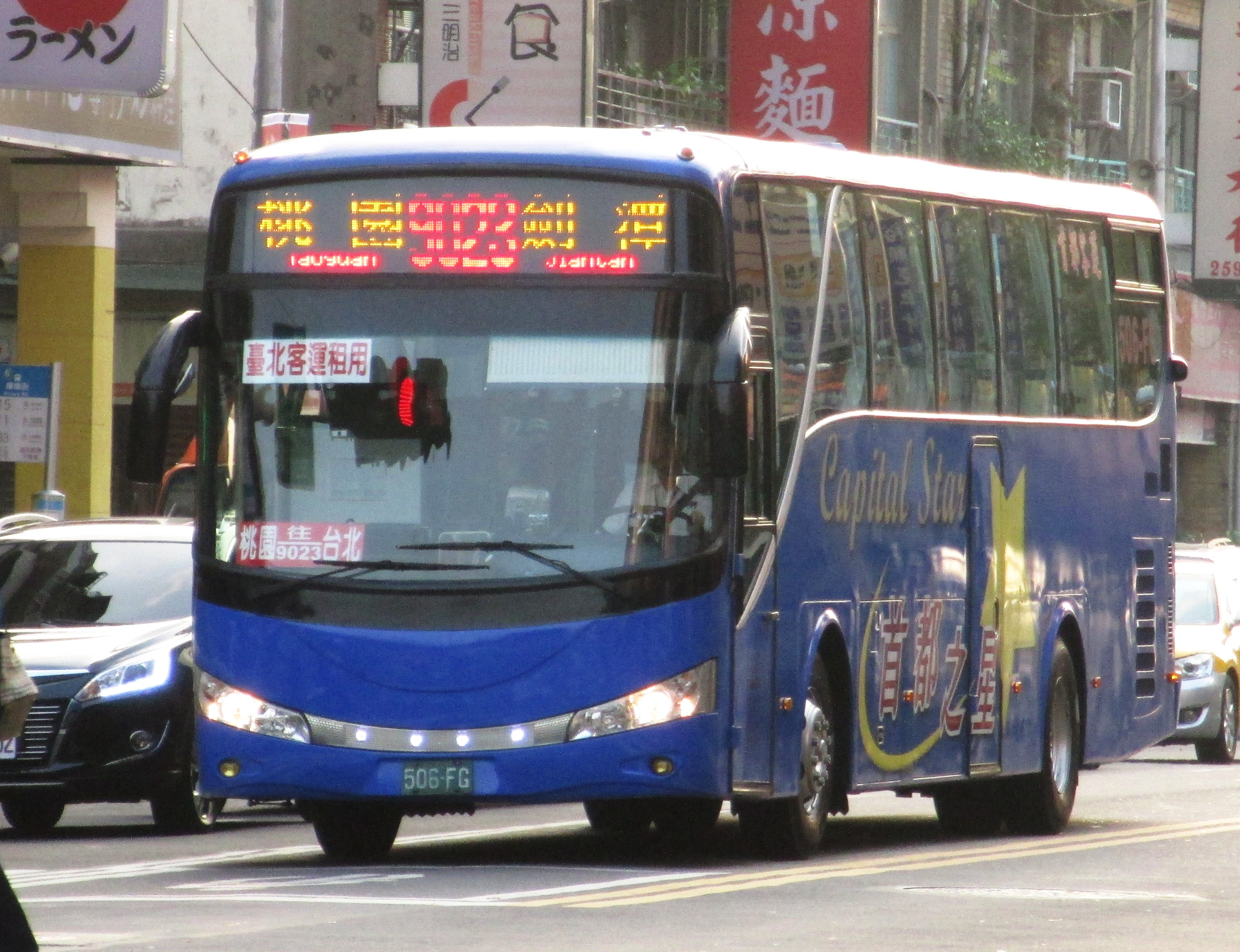
2015年租用同集團首都客運車輛行駛國道9023路線。
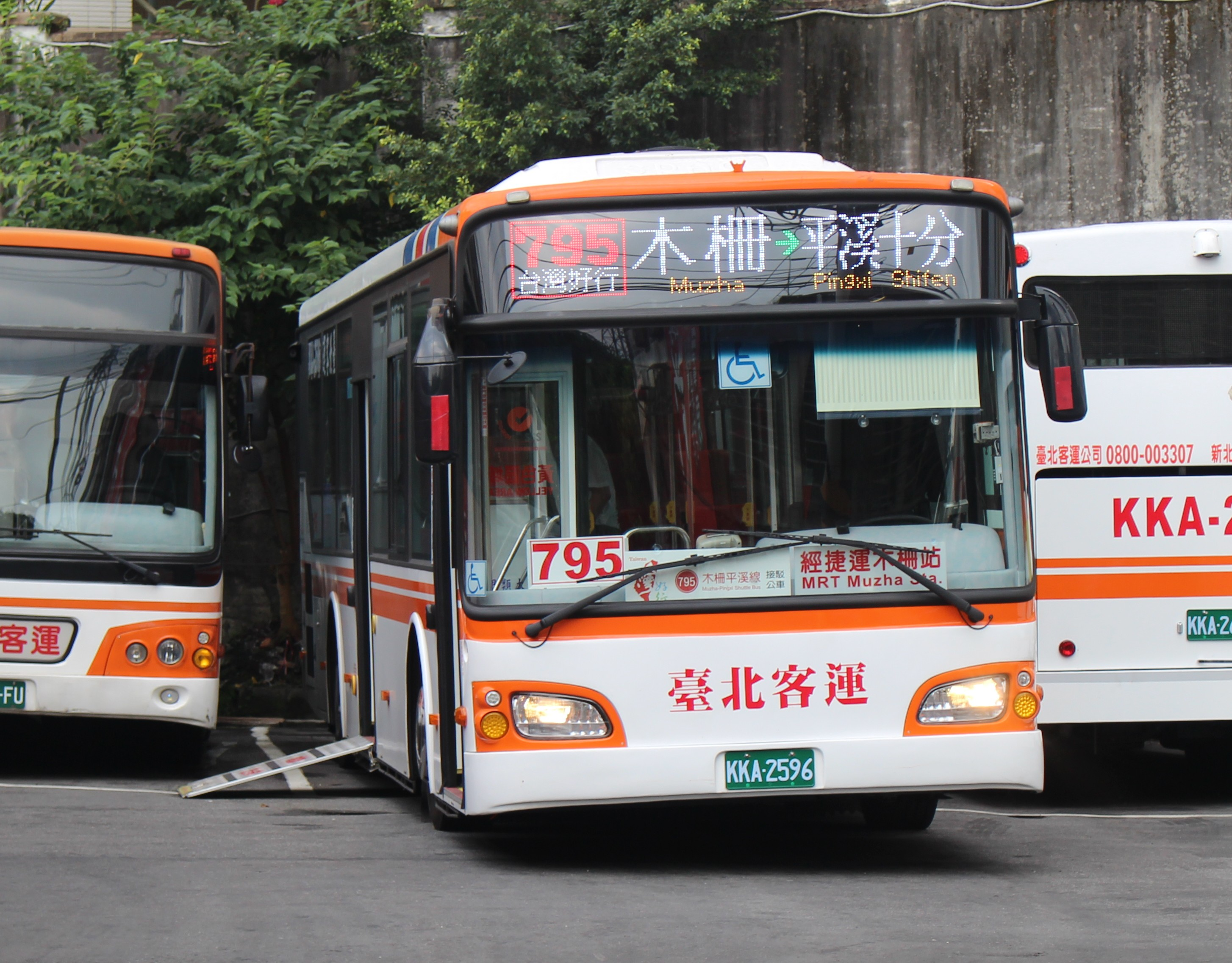
停靠於木柵站的795弘鉅HINO低地板公車，客運業者測試輪椅渡板穩定性。
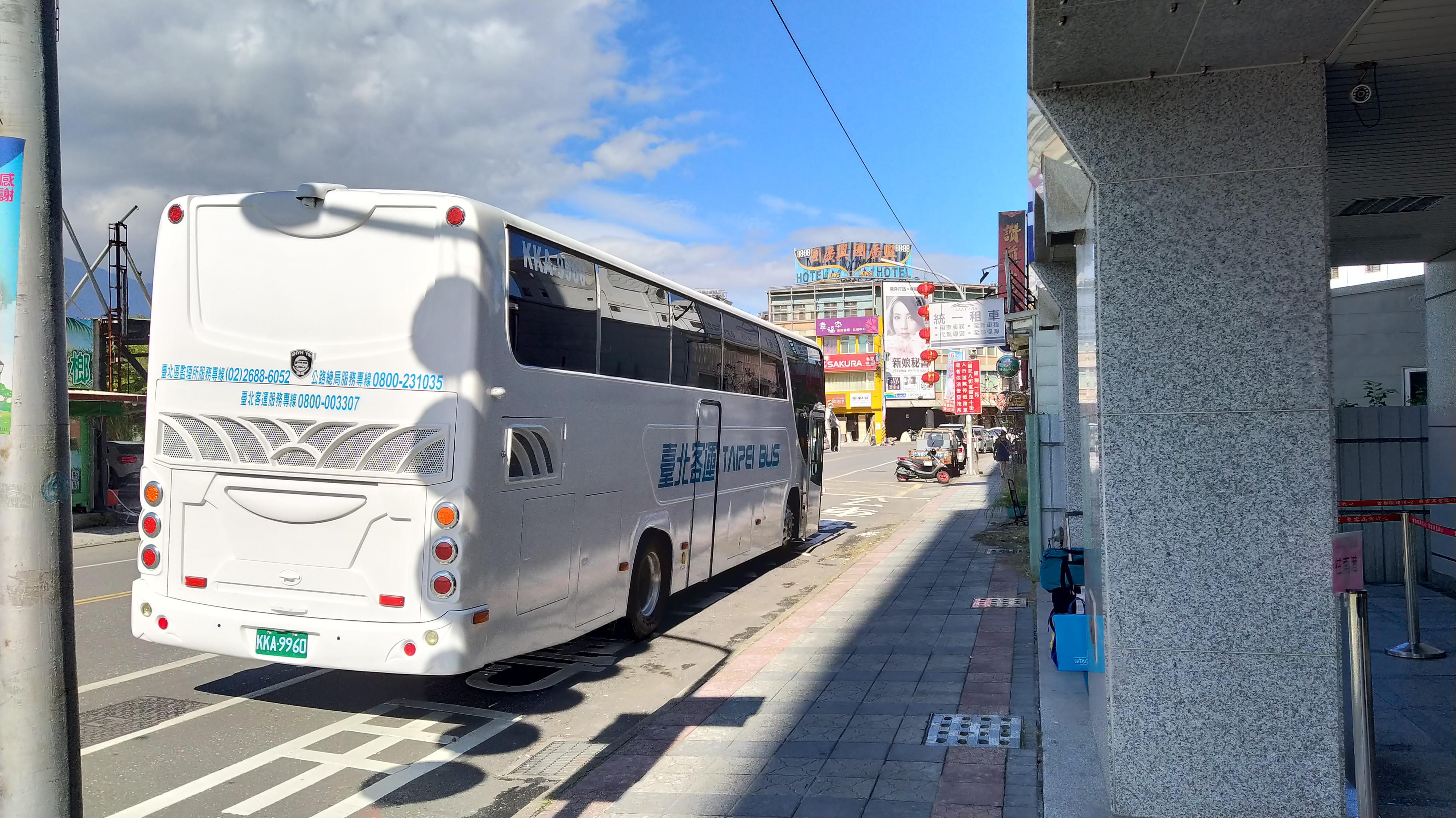
花蓮站等待發車的KKA-9960
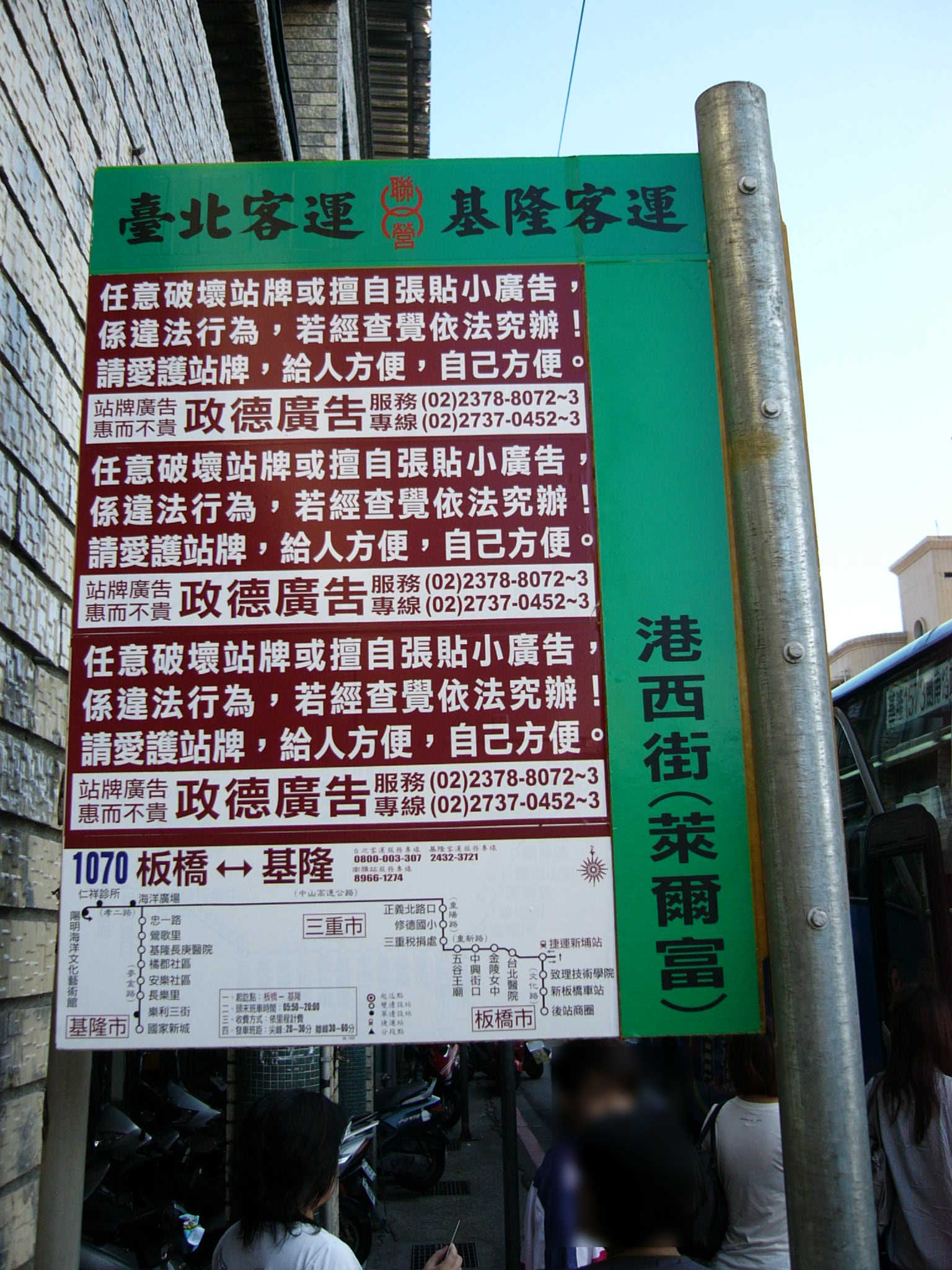
臺北客運與基隆客運聯營1070線站牌。
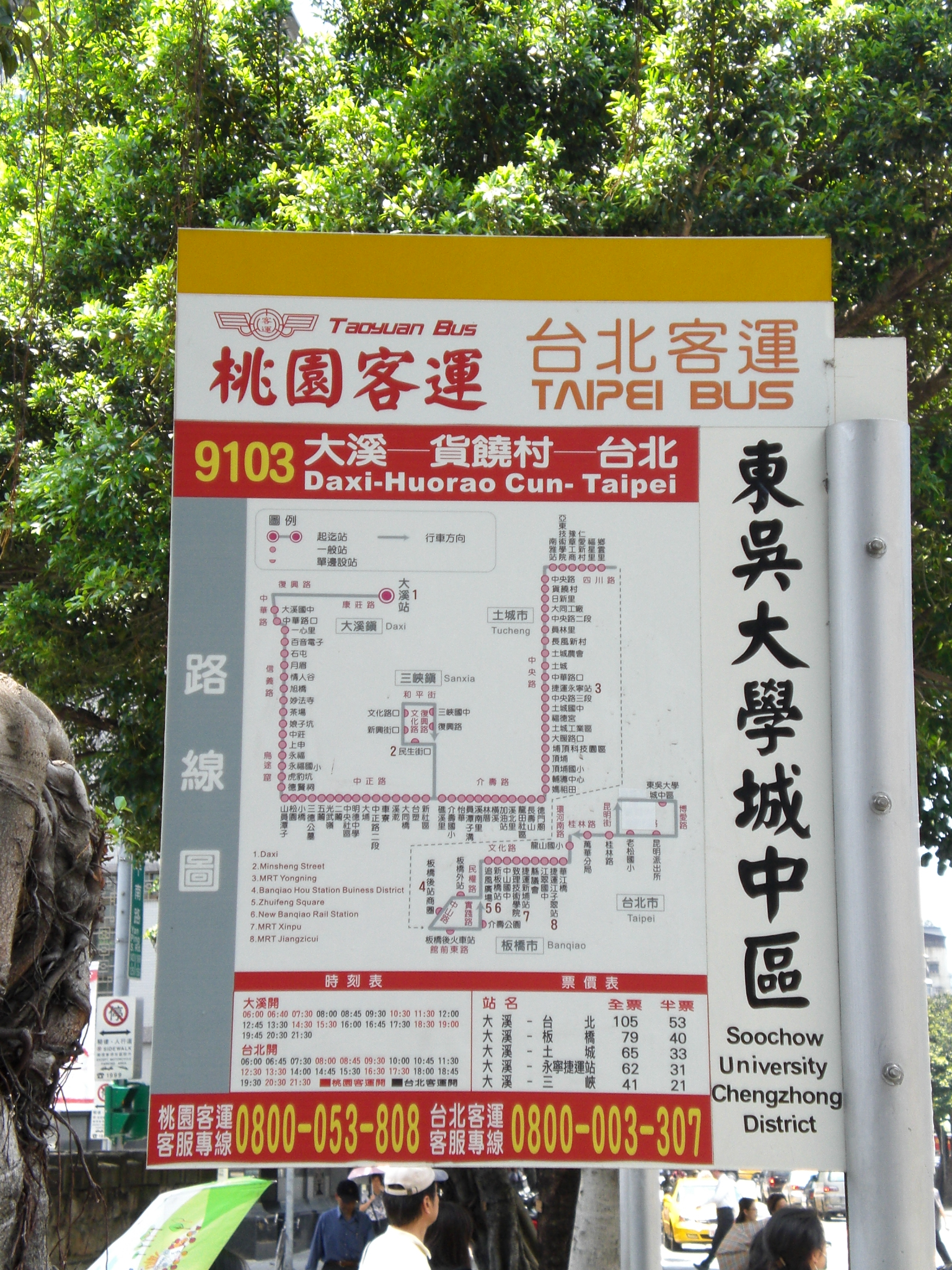
臺北客運與桃園客運聯營9103線站牌，上有臺北客運第二代商標。
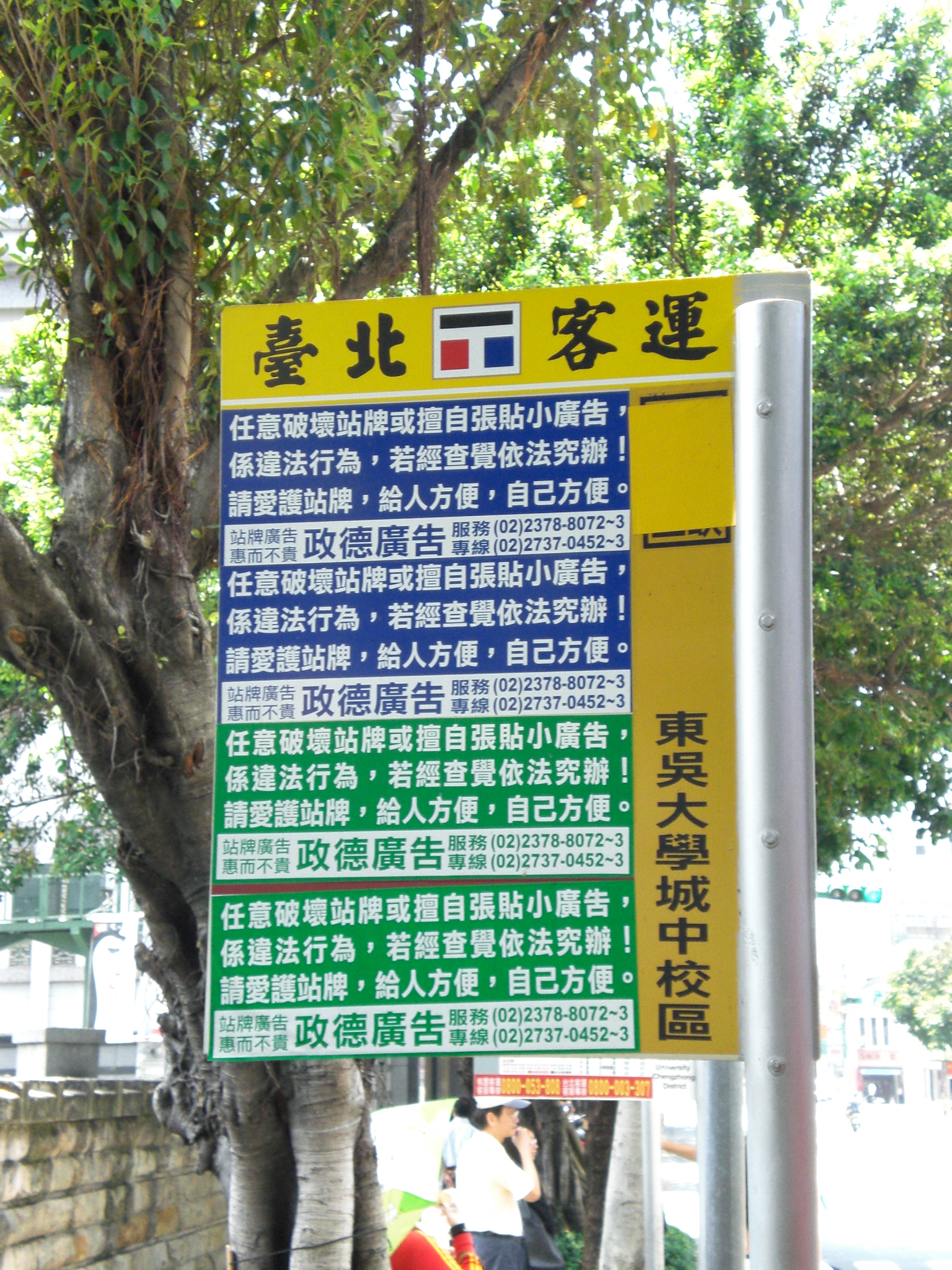
臺北客運第一代商標時期站牌。

## 備註
1. ↑  「臺北汽車客運股份有限公司」為台北客運成立時在經濟部所登記的公司名稱，在基隆顏家時期簡稱亦標示為「臺北客運」；首都客運入主後，包含公告、公文、網站及車輛內外標示等皆書寫為「台北汽車客運股份有限公司」和「台北客運」；後因政府推動正體字，公告、公文、網站及車輛內標示於2011年8月中旬改回「臺北客運」，惟車身外標示仍使用「台北客運」字樣。
2. ↑  基隆客運原名同為台北汽車客運股份有限公司，但是和本條目所敘述之臺北客運無關，基隆客運和基隆顏家也無關

## 外部連結
- 台北客運（页面存档备份，存于）
- 暢行台北-公車客運資訊站（页面存档备份，存于）
- 運輸知識庫巴士交會點（页面存档备份，存于）
- 好方便!北花直達客運3.5hrs就到 估春節前上路 （页面存档备份，存于）